# Geddington
Geddington ist eine Gemeinde (Civil parish) an der A43 road in der Unitary Authority North Northamptonshire am River Ise im nordöstlichen Northamptonshire zwischen Kettering und Corby, 111 km nördlich von London.

## Bevölkerung
Geddington hatte nach dem Zensus 2001 1504 Einwohner.

## Geschichte
Der Ort besaß ein königliches Jagdanwesen, das für Jagden im Rockingham Forest genutzt wurde, inzwischen aber abgegangen ist. Jedoch besitzt die Maria-Magdalenenkirche noch eine „Königstür“ (Kings’ Door).

## Sehenswürdigkeiten

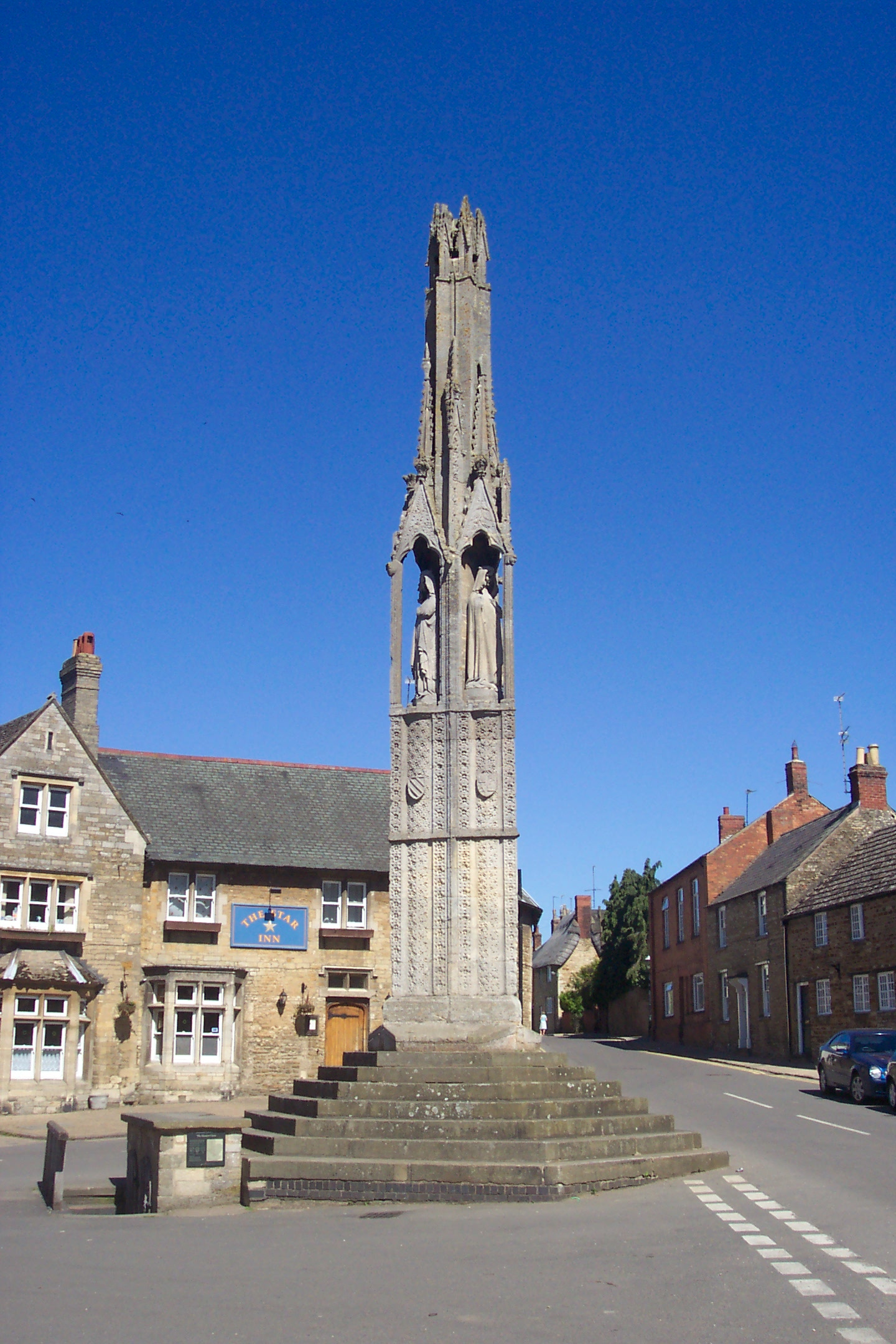
Das Eleanor-Kreuz

- In Geddington steht das am besten erhaltene Eleanor-Kreuz aus dem Jahr 1294.
- Die Maria-Magdalenenkirche geht auf das 12. bis 14. Jahrhundert zurück.
- Die mittelalterliche Brücke über den River Ise wurde 1250 errichtet.